# Södra Sandby landskommun
Södra Sandby kommun var en tidigare kommun i Malmöhus län. 

## Administrativ historik
Den bildades i Sandby socken i Torna härad i Skåne i samband med att 1862 års kommunalförordningar trädde i kraft. År 1885 tillfogades Södra i särskiljande syfte.
Vid kommunreformen 1952 bildade den storkommun genom sammanläggning med de tidigare landskommunerna Hardeberga och Revinge.
Vid den andra kommunreformen 1974 uppgick den i Lunds kommun. 
Kommunkoden var 1225.

### Kyrklig tillhörighet
I kyrkligt hänseende tillhörde kommunen Södra Sandby församling. Den 1 januari 1952 tillkom Hardeberga församling och Revinge församling.

## Geografi
Södra Sandby landskommun omfattade den 1 januari 1952 en areal av 70,00 km², varav 67,62 km² land.

### Tätorter i kommunen 1960
| Tätort       | Folkmängd |
| ------------ | --------- |
| Södra Sandby | 977       |
| Revingeby    | 337       |

Tätortsgraden i kommunen var den 1 november 1960 43,7 procent.

## Politik

### Mandatfördelning i valen 1938-1970
| 12 | 8 |

| 19 |

| 11 | 9 |

| 20 |

| 10 | 10 |

| 20 |

| 15 | 6 | 8 |  |

| 29 |

| 16 | 14 |

| 26 |

| 14 | 7 | 9 |

| 26 |

| 17 | 8 |  | 4 |

| 26 |

| 15 | 2 | 7 |  | 5 |

| 25 | 5 |

| 12 | 7 | 7 |  | 3 |

| 24 | 6 |